# Philothis asper
Philothis asper är en skalbaggsart som beskrevs av Kryzhanovskij 1982. Philothis asper ingår i släktet Philothis och familjen stumpbaggar. Inga underarter finns listade i Catalogue of Life.